# Мервін Роуз
Мервін Роуз (англ. Mervyn Rose; 23 січня 1930 — 23 липня 2017) — колишній австралійський тенісист.
Найвищу одиночну позицію світового рейтингу — 3 місце досяг 1958 року (за даними Ленса Тінґея).
Перемагав на турнірах Великого шолома в одиночному, парному та змішаному парному розрядах.
Завершив кар'єру 1972 року.

## Фінали турнірів Великого шолома

### Одиночний розряд (2–1)
| Результат | Рік  | Турнір              | Покриття | Суперник     | Рахунок            |
| --------- | ---- | ------------------- | -------- | ------------ | ------------------ |
| Поразка   | 1953 | Чемпіонат Австралії | Трава    | Кен Роузволл | 0–6, 3–6, 4–6      |
| Перемога  | 1954 | Чемпіонат Австралії | Трава    | Рекс Гартвіг | 6–2, 0–6, 6–4, 6–2 |
| Перемога  | 1958 | Чемпіонат Франції   | Ґрунт    | Луїс Аяла    | 6–3, 6–4, 6–4      |

### Парний розряд (4–7)
| Результат | Рік  | Турнір               | Покриття | Партнер           | Суперники                     | Рахунок                   |
| --------- | ---- | -------------------- | -------- | ----------------- | ----------------------------- | ------------------------- |
| Поразка   | 1951 | Чемпіонат США        | Трава    | Дон Кенді         | Кен Мак-Грегор Френк Седжмен  | 8–10, 4–6, 6–4, 5–7       |
| Поразка   | 1952 | Чемпіонат Австралії  | Трава    | Дон Кенді         | Кен Мак-Грегор Френк Седжмен  | 4–6, 5–7, 3–6             |
| Перемога  | 1952 | Чемпіонат США        | Трава    | Вік Сайксес       | Кен Мак-Грегор Френк Седжмен  | 3–6, 10–8, 10–8, 6–8, 8–6 |
| Поразка   | 1953 | Чемпіонат Австралії  | Трава    | Дон Кенді         | Лью Гоуд Кен Роузволл         | 11–9, 4–6, 8–10, 4–6      |
| Поразка   | 1953 | Чемпіонат Франції    | Ґрунт    | Клайв Вайлдерспін | Лью Гоуд Кен Роузволл         | 2–6, 1–6, 1–6             |
| Поразка   | 1953 | Вімблдонський турнір | Трава    | Рекс Гартвіг      | Лью Гоуд Кен Роузволл         | 4–6, 5–7, 6–4, 5–7        |
| Перемога  | 1953 | Чемпіонат США        | Трава    | Рекс Гартвіг      | Гарднар Маллой Білл Талберт   | 6–4, 4–6, 6–2, 6–4        |
| Перемога  | 1954 | Чемпіонат Австралії  | Трава    | Рекс Гартвіг      | Ніл Фрейзер Клайв Вайлдерспін | 6–3, 6–4, 6–2             |
| Перемога  | 1954 | Вімблдонський турнір | Трава    | Рекс Гартвіг      | Вік Сайксес Тоні Траберт      | 6–4, 6–4, 3–6, 6–4        |
| Поразка   | 1956 | Чемпіонат Австралії  | Трава    | Дон Кенді         | Лью Гоуд Кен Роузволл         | 8–10, 11–13, 4–6          |
| Поразка   | 1957 | Чемпіонат Франції    | Ґрунт    | Дон Кенді         | Мал Андерсон Ешлі Купер       | 3–6, 0–6, 3–6             |

### Мікст: 5 (1–4)
| Результат | Рік  | Турнір               | Покриття | Партнер           | Суперники                | Рахунок       |
| --------- | ---- | -------------------- | -------- | ----------------- | ------------------------ | ------------- |
| Поразка   | 1951 | Чемпіонат Франції    | Ґрунт    | Телма Койн-Лонґ   | Доріс Гарт Френк Седжмен | 5–7, 2–6      |
| Поразка   | 1951 | Вімблдонський турнір | Трава    | Ненсі Вінн-Болтон | Доріс Гарт Френк Седжмен | 5–7, 2–6      |
| Поразка   | 1951 | Чемпіонат США        | Трава    | Ширлі Фрай        | Доріс Гарт Френк Седжмен | 3–6, 2–6      |
| Поразка   | 1953 | Чемпіонат Франції    | Ґрунт    | Морін Конноллі    | Доріс Гарт Вік Сайксес   | 6–4, 4–6, 0–6 |
| Перемога  | 1957 | Вімблдонський турнір | Трава    | Дарлін Гард       | Алтея Гібсон Ніл Фрейзер | 6–4, 7–5      |

## Часова шкала результатів на турнірах Великого шлему
| W | Ф | ПФ | ЧФ | #Р | КТ | К# | DNQ | A | NH |

### Одиночний розряд
| Турнір                                 | 1949  | 1950  | 1951  | 1952  | 1953  | 1954  | 1955  | 1956  | 1957  | 1958  | 1959  | 1960  | 1961  | 1962  | 1963  | 1964  | 1965  | 1966  | 1967  | 1968  | 1969  | 1970  | 1971  | 1972  | SR     |
| -------------------------------------- | ----- | ----- | ----- | ----- | ----- | ----- | ----- | ----- | ----- | ----- | ----- | ----- | ----- | ----- | ----- | ----- | ----- | ----- | ----- | ----- | ----- | ----- | ----- | ----- | ------ |
| Відкритий чемпіонат Австралії з тенісу | 3р    | ЧФ    | ЧФ    | ПФ    | Ф     | П     | ЧФ    | ЧФ    |       | ПФ    |       |       |       |       |       |       |       |       |       |       |       |       | 1р    | 2р    | 1 / 11 |
| Відкритий чемпіонат Франції з тенісу   |       | 3р    | ЧФ    | 4р    | 4р    | ЧФ    | ЧФ    |       | ПФ    | П     |       |       |       |       |       |       |       |       |       |       |       |       |       |       | 1 / 8  |
| Вімблдонський турнір                   |       | 3р    | 1р    | ПФ    | ПФ    | ЧФ    | 2р    |       | ЧФ    | ПФ    |       |       |       |       |       |       |       |       |       |       |       |       |       |       | 0 / 8  |
| Відкритий чемпіонат США з тенісу       |       | 2р    | 4р    | ПФ    | 4р    |       |       |       |       |       |       |       |       |       |       |       |       |       |       |       |       |       |       |       | 0 / 4  |
| Strike rate                            | 0 / 1 | 0 / 4 | 0 / 4 | 0 / 4 | 0 / 4 | 1 / 3 | 0 / 3 | 0 / 1 | 0 / 2 | 1 / 3 | 0 / 0 | 0 / 0 | 0 / 0 | 0 / 0 | 0 / 0 | 0 / 0 | 0 / 0 | 0 / 0 | 0 / 0 | 0 / 0 | 0 / 0 | 0 / 0 | 0 / 1 | 0 / 1 | 2 / 31 |